# Semira Adamu
Semira Adamu (* 15. April 1978 in Kaduna; † 22. September 1998 in Brüssel) war eine Asylbewerberin aus Nigeria, die von zwei belgischen Polizisten während einer Abschiebung mit einem Kissen erstickt wurde. Sie floh vor einer Zwangsheirat aus Nigeria.
Am 12. Dezember 2003 wurden vier Polizisten aufgrund des Vorfalls schuldig gesprochen. Der belgische Staat wurde vom Gericht dazu verpflichtet Entschädigungen an Adamus Angehörige zu zahlen.
Adamus Tod löste eine große Debatte in Belgien aus und führte zum Etienne-Vermeersch-Bericht über die Abschiebungspraxis. Nach einer Welle öffentlichen Protests trat der belgische Innenminister Louis Tobback im September 1998 zurück.